# Fengjiashan Shuiku
Fengjiashan Shuiku är en reservoar i Kina. Den ligger i provinsen Shaanxi, i den nordvästra delen av landet, omkring 160 kilometer väster om provinshuvudstaden Xi'an. Fengjiashan Shuiku ligger 707 meter över havet. Arean är 12,1 kvadratkilometer. Trakten runt Fengjiashan Shuiku består till största delen av jordbruksmark. Den sträcker sig 11,4 kilometer i nord-sydlig riktning, och 5,6 kilometer i öst-västlig riktning.
Genomsnittlig årsnederbörd är 674 millimeter. Den regnigaste månaden är september, med i genomsnitt 165 mm nederbörd, och den torraste är december, med 2 mm nederbörd.